# Bart Lotigiers
Bart Lotigiers (Gent, 7 februari 1914 - aldaar, 4 februari 1995) was een Belgisch journalist.

## Levensloop
In de jaren vijftig en zestig was hij chef sport bij de krant Het Volk. In 1964 was hij productiemanager van de kortfilm De Luitenant van Roland Verhavert.
Van 1973 tot 1978 was hij directeur van de Koninklijke Opera van Gent.
Na de dood van Jan Cornand in 1984, schreef hij een huldeboek onder de titel Sportman en Volkse gentleman.
Hij was de grootvader van Helmut Lotti.